# Pavetta siamica
Pavetta siamica är en måreväxtart som beskrevs av Cornelis Eliza Bertus Bremekamp. Pavetta siamica ingår i släktet Pavetta och familjen måreväxter. Inga underarter finns listade i Catalogue of Life.